# Лефоль, Этьен Николя
Этьен Николя Лефоль (фр. Étienne Nicolas Lefol; 1764—1840) — французский военный деятель, дивизионный генерал (1813 год), барон (1808 год), участник революционных и наполеоновских войн.

## Биография
Родился в семье прокурора Этьена Лефоля (фр. Étienne Lefol; ок.1730—) и его супруги Мари Анн Айо (фр. Marie Anne Alliot; 1726—). 19 сентября 1786 года поступил рядовым драгуном в полк генерал-полковника (с 1791 — 5-й драгунский полк). 4 сентября 1791 года избран капитаном батальона волонтёров департамента Марна. 30 апреля 1792 года женился в Ланёвиль-сюр-Мёз на Мари Шевалье (фр. Marie Jeanne Claude Chevalier; 1767—1846), в браке с которой у него родились два сына и дочь.
В 1792—93 годах воевал в Бельгии. С 26 декабря 1792 года капитан 1-го батальона егерей департамента Арденны. С 19 мая 1794 года адъютант генерала Салиньи в Северной армии. С марта 1797 года состоял в штабе Самбро-Маасской армии. В 1798—99 годах занимал адъютантские должности. В сражении при Мангейме 18 сентября 1799 года взят в плен австрийцами. 20 марта 1800 года освобождён. Служил в Рейнской армии. С ноября 1800 года начальник штаба дивизии генерала Арди. Участвовал в сражении при Гогенлиндене.
С 21 сентября 1803 года начальник штаба 22-го военного округа. 31 декабря 1803 года переведён в лагерь Монтрёй к генералу Нею. С февраля 1804 года начальник штаба дивизии Малера, 29 августа 1805 года вошедшая в состав 6-го армейского корпуса Великой Армии. Участник кампаний 1805-07 годов в Австрии, Пруссии и Польше. 9 октября 1805 года отличился при переправе через Дунай в Лайпхайме, недалеко от Гюнцбурга, когда возглавил одну из атак, предназначенных для захвата мостов. Таким образом, он вынудил австрийцев Аспре отступить и захватил очень важный плацдарм на правом берегу, возле Ульма. 5 октября 1806 года стал начальником штаба дивизии Маршана.
В 1808 году в составе частей 1-го армейского корпуса сражался в Испании. 12 ноября 1808 года произведён в бригадные генералы. С 15 декабря 1808 командир 1-й бригады дивизии Рюффена. С 12 июля 1809 года командир 2-й бригады 3-й дивизии 1-го корпуса маршала Виктора (с 7 февраля 1812 года — Армия Центра). В 1810-12 годах сражался в Андалусии. 30 мая произведён в дивизионные генералы. С 30 июня 1813 года командир 1-й дивизии Южной армии. 21 июля 1813 года отозван во Францию.
1 сентября назначен командиром 2-й дивизии обсервационного корпуса в Баварии (затем 9-го корпуса маршала Ожеро). Проявил выдающуюся храбрость в «Битве народов» при Лейпциге. С 25 декабря 1813 года командир 2-й дивизии 6-го корпуса. С 20 марта 1814 года командир дивизии в корпусе маршала Нея. Отличился в сражении при Арси-сюр-Об. С 9 апреля командовал дивизией в 7-м корпусе маршала Удино.
17 мая оставил пост и долгое время оставался вне службы. При 1-й Реставрации 15 января 1815 года назначен командиром 2-й суб-дивизии в Орийаке. Во время «Ста дней» перешёл на сторону Императора и 31 марта 1815 года назначен командиром 4-й дивизии 3-го корпуса Армии Севера. С июня 1815 года командовал 8-й пехотной дивизией в составе 3-го корпуса Вандама в Армии Бельгии. Отличился в сражении при Линьи. После отречения Наполеона в июле 1815 года переведён в Армию Луары, где 2 августа 1815 года возглавил 3-й корпус. 4 сентября 1815 года уволен от службы. 7 декабря 1816 года Лефолю было запрещено возвращаться во Францию. Позже он был прощён, но лишь после Июльской революции 1830 года был зачислен 7 февраля 1831 года в резерв Генерального штаба. 1 мая 1832 года окончательно вышел в отставку.

## Титулы
- Барон Лефоль и Империи (фр. baron Lefol et de l'Empire; декрет от 19 марта 1808 года, патент подтверждён 22 ноября 1808 года)[2].

## Награды
Легионер ордена Почётного легиона (5 февраля 1804 года)
 Офицер ордена Почётного легиона (14 июня 1804 года)
 Коммандан ордена Почётного легиона (6 августа 1811 года)
 Кавалер военного ордена Святого Людовика (29 июля 1814 года)
- Ежегодная рента в 4000 франков с Вестфалии (март 1808 года)